# Vinko Šapina
Vinko Šapina (* 29. Juni 1995 in Ulm) ist ein deutsch-kroatischer Fußballspieler.

## Werdegang
Der defensive Mittelfeldspieler Vinko Šapina begann seine Karriere beim Ulmer Stadtteilverein TV Wiblingen und wechselte dann in die Jugendabteilung des SSV Ulm 1846. Zwischen 2009 und 2011 spielte er in der Jugend des VfB Stuttgart, bevor er nach Ulm zurückkehrte. Nach dem Ende seiner Jugendzeit wechselte Šapina zum FC Memmingen, für den er zwei Jahre lang in der Regionalliga Bayern spielte. Anschließend kehrte er zum SSV Ulm 1846 zurück, der gerade in die Regionalliga Südwest aufgestiegen war. Mit den „Spatzen“ gewann er zwischen 2018 und 2021 viermal in Folge den württembergischen Pokal.
Im Sommer 2021 wechselte Šapina zum Drittligisten SC Verl. Sein Profidebüt gab er am 2. August 2021 beim 1:0-Auswärtssieg der Verler bei den Würzburger Kickers, als er in der 62. Minute für Julian Schwermann eingewechselt wurde.
Am 29. Mai 2023 wurde bekannt gegeben, dass Šapina zum Drittligisten Rot-Weiss-Essen wechselt.
Im Sommer 2024 wechselte er zum Ligakonkurrenten Dynamo Dresden. Mit der Mannschaft stieg er am Saisonende als Tabellenzweiter in die 2. Bundesliga auf.

## Erfolge
- Aufstieg in die 2. Bundesliga: 2025
- Württembergischer Pokalsieger: 2018, 2019, 2020, 2021